# Fīrūzābād (ort)
Fīrūzābād (persiska: فيروز آباد, فيروزابادِ بالا) är en ort i Iran.   Den ligger i provinsen Lorestan, i den västra delen av landet, 400 km sydväst om huvudstaden Teheran. Fīrūzābād ligger 1 702 meter över havet och antalet invånare är 2 857.
Terrängen runt Fīrūzābād är varierad. Runt Fīrūzābād är det ganska tätbefolkat, med 72 invånare per kvadratkilometer. Närmaste större samhälle är Aleshtar, 15,1 km öster om Fīrūzābād. Omgivningarna runt Fīrūzābād är i huvudsak ett öppet busklandskap.